# آيدول: الانقلاب
آيدول: الإنقلاب (هانغل: 아이돌: 더 쿠데타)؛ هو مسلسل تلفزيوني كوري جنوبي لعام 2021. بطولة آهن هي-يون ، كواك سي-يانغ ، كيم مين-كيو ، عرض كل يوم الإثنين والثلاثاء على قناة JTBC بدءًا من 8 نوفمبر إلى 14 ديسمبر من عام 2021، وهو متاح عالميًا على منصة iQIYI.

## القصة
تصور الدراما قصص الشباب الذين يتخلون عن أحلامهم بثقة وهم يكبرون من خلال إخفاقاتهم ويتخذون خُطوات شُجاعة نحو أهدافهم الجديدة. (كوتون كاندي) فرقة فتيات يطمحن إلى تحقيق نجاح واحد لكي لاتقوم الوكالة بتفكيك الفرقة.

## بطولة

### طام رئيسي
- آهن هي-يون في دور كيم جي نا، قائدة فرقة كوتون كاندي، وهي مجموعة فتيات كي-بوب تكافح من أجل نجاح.[9]
- كواك سي يانغ بدور تشا جاي هيوك، الرئيس التنفيذي لوكالة ستاربيس انترتينمنت (وكالة كل من فرقة كوتون كاندي ومارس).[10]
- كيم مين-كيو بدور سيو جي هان، القائد والمغني الرئيسي لفرقة مارس، مجموعة صبيان كي بوب شهيرة وهو مقرب من كيم جي نا.[11]

### أدوار داعمة
فرقة كوتون كاندي :
- إكسي بدور إيل ، صوتي رئيسي.
- آهن سول بن في دور هيون جي، راقصة رئيسية، الراب.[12]
- هان سو إيون في دور ستيلا، غناء.[13]
- جرين في دور تشاي آه، راقصة رئيسية، صوت ثانوي.

الناس حول كوتون كاندي
- كانغ جاي جون في دور جين دو هو، المدير السابق لفرقة كوتون كاندي، وهو يتهم كثيراً بالفرقة (ح1-3).[14][15]

فرقة مارس :
- جو جون يونغ في دور راي.[11]
- بايك سيو هو في دور تاي يونغ.
- هونغ ايون كي في دور يول.
- لي ايون سانغ في دور دان.

وكالة ستاربيس انترتينمنت :
- جونغ وونغ ان في دور ما جين وو، المدير التنفيذي لوكالة ستاربيس انترتينمنت (ح1-3).[15][16]
- كيم يوو جين في دور بييون، منتج عبقري كعضو في وكالة ستاربيس انترتينمنت، وهو موهوب بمهارات تأليف رائعة سيحسد عليها الجميع.[17]
- أهن سي اه بدور يون سي ايول، مدير العام.

### آخرون
- تشا سون وو في دور تروي، أحد المنتجين الرائدين في مجال الموسيقي.[18]

## الحلقات
| رقم الحلقة | تاريخ النشر    | عنوان الحلقة                              | مدة العرض |
| ---------- | -------------- | ----------------------------------------- | --------- |
| 1          | 8 نوفمبر 2021  | أنا نجمة غناء فاشلة                       | 87 دقيقة  |
| 2          | 9 نوفمبر 2021  | هل علينا أن ننفصل؟                        | 82 دقيقة  |
| 3          | 15 نوفمبر 2021 | الانفصال                                  | 82 دقيقة  |
| 4          | 16 نوفمبر 2021 | كيفية استخدام 1% من إمكانياتك             | 84 دقيقة  |
| 5          | 22 نوفمبر 2021 | بعض المساعدة كي ينطلق فؤادك               | 70 دقيقة  |
| 6          | 23 نوفمبر 2021 | تروي                                      | 65 دقيقة  |
| 7          | 29 نوفمبر 2021 | إيل                                       | 65 دقيقة  |
| 8          | 30 نوفمبر 2021 | زهرة تفتحت                                | 65 دقيقة  |
| 9          | 6 ديسمبر 2021  | اصطدام                                    | 65 دقيقة  |
| 10         | 7 ديسمبر 2021  | ذات يوم                                   | 65 دقيقة  |
| 11         | 13 ديسمبر 2021 | ستيلا                                     | 65 دقيقة  |
| 12         | 14 ديسمبر 2021 | حتى الزهور التي لا اسم لها تلمع بكل قوّتها | 70 دقيقة  |

## المشاهدات
متوسط تقييمات مشاهدات التلفزيون
| الحلقة | تاريخ البث الأصلي | متوسط حصة الجمهور (Nielsen Korea) | متوسط حصة الجمهور (Nielsen Korea) |  |
| الحلقة | تاريخ البث الأصلي | على الصعيد الوطني                 | سيئول                             |  |
| ------ | ----------------- | --------------------------------- | --------------------------------- |  |
| 1      | 8 نوفمبر 2021     | 0.8%                              | —                                 |  |
| 2      | 9 نوفمبر 2021     | 0.6%                              | —                                 |  |
| 3      | 15 نوفمبر 2021    | 0.7%                              | —                                 |  |
| 4      | 16 نوفمبر 2021    | 0.6%                              | —                                 |  |
| 5      | 22 نوفمبر 2021    | 0.5%                              | —                                 |  |
| 6      | 23 نوفمبر 2021    | 0.7%                              | —                                 |  |
| 7      | 29 نوفمبر 2021    | 0.4%                              | —                                 |  |
| 8      | 30 نوفمبر 2021    | 0.8%                              | —                                 |  |
| 9      | 6 ديسمبر 2021     | 0.7%                              | —                                 |  |
| 10     | 7 ديسمبر 2021     | 0.4%                              | —                                 |  |
| 11     | 13 ديسمبر 2021    | 0.6%                              | —                                 |  |
| 12     | 14 ديسمبر 2021    | 0.6%                              | —                                 |  |
| المعدل | المعدل            | 0.601%                            | N/A                               |  |

## الإنتاج
أنها دراما كورية أمريكية مشتركة تعاونت فيها "مجموعة تيك-تو ميديا وجي تي بي سي إستوديوز، مع الشركة الأمريكية "تران سبارينت آرتز، التي تنتمي إليها تيفاني هوانغ.

## روابط خارجية
- آيدول: الانقلاب على الموقع الرسمي
- أيدول: الانقلاب على موقع IMDb (الإنجليزية)
- أيدول: الانقلاب على موقع نتفليكس (الإنجليزية)
- أيدول: الانقلاب على موقع قاعدة بيانات الفيلم (الإنجليزية)
- آيدول: الانقلاب على هانسينما